# Frontenard
Frontenard település Franciaországban, Saône-et-Loire megyében. Lakosainak száma 204 fő (2022. január 1.). Frontenard Navilly, Charette-Varennes, Pontoux, Saint-Bonnet-en-Bresse és Toutenant községekkel határos.

## Népesség
A település népességének változása:
| Lakosok száma | 230  | 230  | 232  | 223  | 217  | 210  | 208  | 206  | 204  |
|               | 2013 | 2015 | 2016 | 2017 | 2018 | 2019 | 2020 | 2021 | 2022 |